# Ailloux
L'Ailloux est un  ruisseau français qui coule en Auvergne, dans le département du Puy-de-Dôme et la région administrative Auvergne-Rhône-Alpes. C'est un affluent de l'Eau Mère en rive droite, donc un sous-affluent de l’Allier puis de la Loire.

## Géographie
L'Ailloux prend sa source dans les monts du Livradois à 956 mètres d'altitude, près du village du Buisson (commune d'Échandelys). L'endroit se trouve près du Bois de Mauchet (1095 mètres). Le ruisseau s'oriente d'abord nord-ouest jusqu'au lieu-dit éponyme ; il prend ensuite la direction ouest et s'enfonce dans des gorges. Après Sugères il bifurque au sud-ouest puis au sud jusqu'à sa confluence en rive droite avec l'Eau Mère, à la limite des communes d'Aulhat-Saint-Privat et de Parentignat.

## Communes traversées
L'Ailloux longe ou traverse huit communes, toutes situées dans le Puy-de-Dôme.
- Échandelys, Auzelles, Brousse, Sugères, Manglieu, Brenat, Aulhat-Saint-Privat, Parentignat.

## Affluents
L'Ailloux compte quinze affluents référencés parmi lesquels :
- Ruisseau de la Praderie
- Ruisseau de Rangoux
- Ruisseau de Flassac
- Ruisseau de Rayat
- Ruisseau des Fourches
- Ruisseau de Preneuf
- Ruisseau de Roche
- Ruisseau l'Ailloux
- Le Crinzoux
- Ruisseau des Rivaux
- Ruisseau de la Martre
- Ruisseau de l'Étang